# Karamoko Dembélé
Karamoko Kader Dembélé (* 22. Februar 2003 in London) ist ein schottisch-englischer Fußballspieler ivorischer Abstammung, der auf dem Flügel oder im offensiven Mittelfeld spielt. Er steht bei Stade Brest unter Vertrag und ist in der Saison 2024/25 an den englischen Zweitligisten Queens Park Rangers ausgeliehen. Er vertrat Jugendauswahlen von England und Schottland.

## Karriere

### Verein
Dembélé begann im Alter von fünf Jahren bei Park Villa Boys Club zu spielen, wo sein außergewöhnliches Talent sofort auffiel. Im Alter von 10 Jahren wurde er 2013 von Celtic Glasgow verpflichtet und in der dortigen Jugendakademie ausgebildet. Am 3. Oktober 2016 erlangte Dembélé, nach seinem Debüt als 13-Jähriger für die U-20-Mannschaft von Celtic, wo er gegen Spieler antrat, die bis zu sieben Jahre älter als er selbst waren, breite Aufmerksamkeit in den Medien.
Am 24. Dezember 2018 unterzeichnete Dembélé mit 15 Jahren seinen ersten Profivertrag bei Celtic, der ihn bis 2021 an den Verein band. Er gab sein Profidebüt am 19. Mai 2019 bei einem 2:1-Sieg gegen die Heart of Midlothian, womit er auch den schottischen Meistertitel gewinnen konnte. Mit einem Alter von 16 Jahren und 86 Tagen bei seinem Debüt wurde er der zweitjüngste Celtic-Spieler aller Zeiten.
Im Juli 2022 verließ er Glasgow und wechselte zu Stade Brest. Im Lauf der Saison 2022/23 bestritt er dort insgesamt 15 Spiele in der Ligue 1, davon alle als Einwechselspieler. Im August 2023 wurde er für ein Jahr an den englischen Drittligisten FC Blackpool verliehen. Im August 2024 wechselte er zunächst ebenfalls auf Leihbasis zum Zweitligisten Queens Park Rangers. Knapp sieben Wochen nach seiner Ankunft dort gab der Verein bereits Ende September bekannt, dass sein Leihvertrag zur anschließenden Saison 2025/26 in einen dauerhaften Vertrag überführt wird.

### Nationalmannschaft
Dembélé gab sein Debüt 2016 für die U15-Auswahl Englands. Auf der U16- sowie auf der U17-Ebene vertrat er jeweils sowohl die englischen als auch die schottischen Auswahlen. Zuletzt bestritt er 2021 noch ein Spiel für die englische U18-Nationalmannschaft.

## Sonstiges
Dembélé wurde im London Borough of Lambeth geboren und kam im Alter von einem Jahr nach Schottland. Seine Eltern stammen aus der Elfenbeinküste. Ein älterer Bruder von ihm, Siriki Dembélé, ist ebenfalls Fußballer und spielt bei Peterborough United. Ein jüngerer Bruder spielt in Celtics Jugendakademie.

## Erfolge
- Schottischer Meister: 2019, 2020, 2022
- Schottischer Pokalsieger: 2019
- Schottischer Ligapokalsieger: 2020